# Walter Kehoe

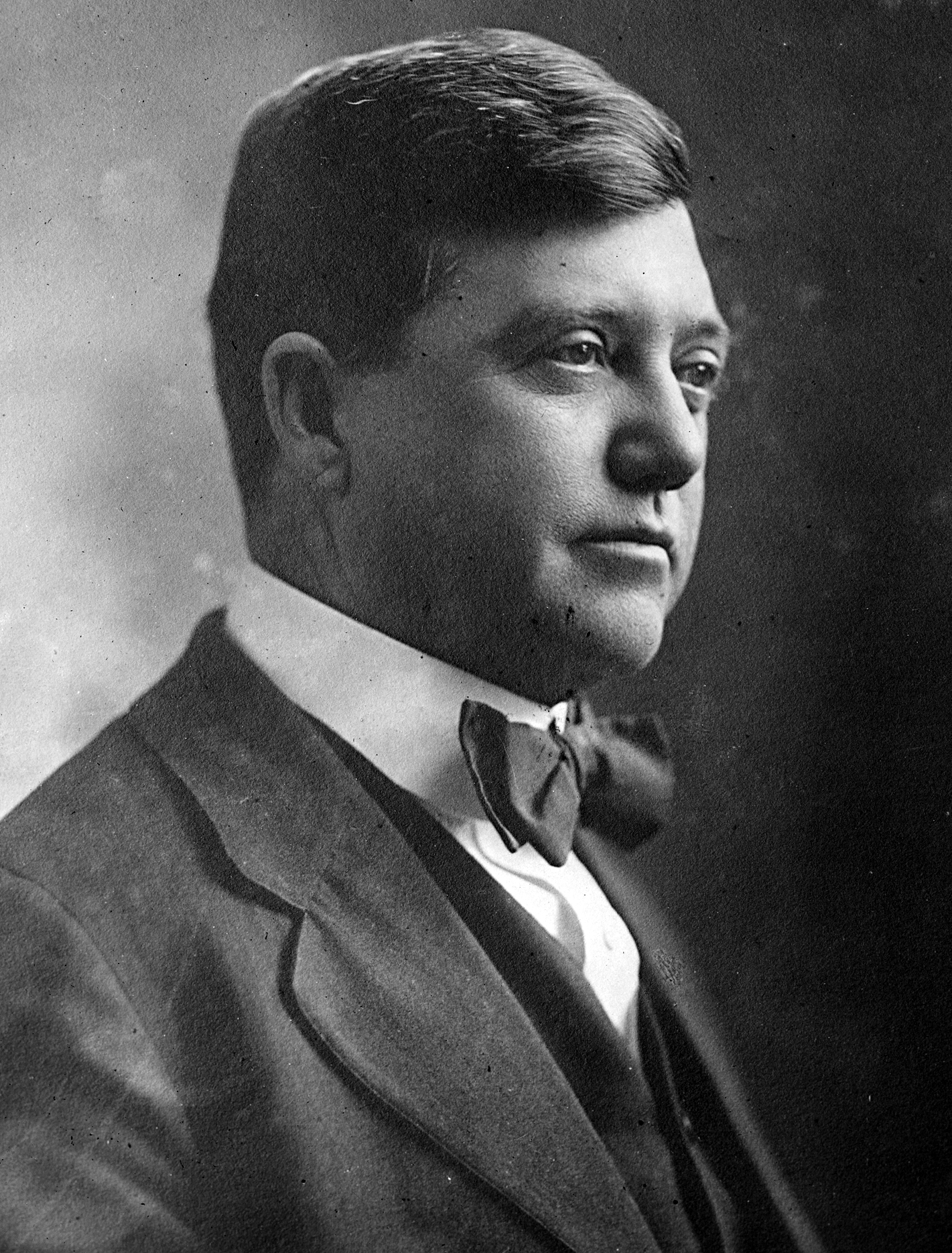
Walter Kehoe

James Walter Kehoe (* 25. April 1870 in Eufaula, Alabama; † 20. August 1938 in Coral Gables, Florida) war ein US-amerikanischer Politiker. Zwischen 1917 und 1919 vertrat er den Bundesstaat Florida im US-Repräsentantenhaus.

## Werdegang
Walter Kehoe besuchte die öffentlichen Schulen seiner Heimat und zog im Jahr 1883 nach Florida. Nach einem anschließenden Jurastudium und seiner im Jahr 1889 erfolgten Zulassung als Rechtsanwalt begann er in Milton in seinem neuen Beruf zu arbeiten. Politisch war er Mitglied der Demokratischen Partei. Im Jahr 1900 wurde er in das Repräsentantenhaus von Florida gewählt. Er legte dieses Mandat allerdings vor der konstituierenden Sitzung nieder. Zwischen 1900 und 1909 fungierte Kehoe als Staatsanwalt im ersten juristischen Bezirk von Florida.
Bei den Kongresswahlen des Jahres 1916 wurde er im dritten Wahlbezirk von Florida in das US-Repräsentantenhaus in Washington, D.C. gewählt, wo er am 4. März 1917 die Nachfolge von Emmett Wilson antrat. Da er im Jahr 1918 nicht zur Wiederwahl nominiert wurde, konnte er bis zum 3. März 1919 nur eine Legislaturperiode im Kongress absolvieren. Diese war von den Ereignissen des Ersten Weltkrieges geprägt. In den Jahren 1925 und 1926 arbeitete Kehoe erneut als Staatsanwalt. Danach praktizierte er in Miami als privater Rechtsanwalt. Er starb am 20. August 1938 in Coral Gables.